# Diamonds (canção de Rihanna)
"Diamonds" é uma canção da artista musical barbadense Rihanna, contida em seu sétimo álbum de estúdio Unapologetic (2012). Foi composta por Sia Furler, Benny Blanco e Tor Erik Hermansen e Mikkel S. Eriksen, sendo produzida pelos três últimos — com Hermansen e Eriksen sendo profissionalmente creditados como Stargate e com Kuk Harrell servindo como produtor vocal. A sua gravação ocorreu em 2012 nos estúdios Roc the Mic Studios em Nova Iorque e Westlake Recording Studios em Los Angeles, Califórnia. 
Primeiramente anunciada em uma mensagem divulgada no Twitter da Def Jam France e confirmada pela própria intérprete após a sua apresentação no iHeartRadio Festival, a faixa foi lançada em 26 de setembro de 2012 no programa radiofônico Elvis Duran and the Morning Show e disponibilizada digitalmente no Canadá, nos Estados Unidos e no México no dia seguinte, seguida de uma distribuição global em 28 do mesmo mês, servindo como o primeiro single do projeto, através da Def Jam Recordings. 
Foi posteriormente comercializada em formato físico e promovida com uma série de remixes, incluindo um oficial com o rapper compatriota Kanye West. Em termos musicais, "Diamonds" é uma balada de andamento moderado derivada dos gêneros pop e música eletrônica, apresentando instrumentação que emprega o uso de bateria, sintetizadores pesados, batidas dos anos 1980, leves toques orquestrais e ritmos eletrônicos, acompanhados pelos vocais poderosos de Rihanna. Liricamente, ao contrário das canções anteriores da artista que tratavam de relações conturbadas, o tema comenta a realização pessoal de um relacionamento positivo, contendo um conceito proeminente de amor.
A faixa obteve uma recepção mista de críticos musicais, que embora tenham elogiado a voz da intérprete e sua nova direção musical, criticaram sua produção; mesmo com as análises ambivalentes, foi listada como uma das melhores do ano e conquistou uma série de prêmios. Comercialmente, atingiu o topo das tabelas musicais em mais de vinte países, incluindo Alemanha, Canadá, França, Noruega, Reino Unido e Suíça. Ao atingir o cume da Billboard Hot 100, tornou-se o décimo segundo tema da artista a conseguir tal feito e empatou-a com Madonna e The Supremes, entre as artistas femininas com mais músicas nessa posição da tabela. Posteriormente, foi certificada como diamante (10× platina) pela Recording Industry Association of America (RIAA), tendo comercializado cerca de 10 milhões de unidades no país. Mundialmente, vendeu mais de 7.5 milhões de unidades digitais até maio de 2013, convertendo-se em um dos singles mais vendidos de todos os tempos.
O vídeo musical correspondente foi dirigido por Anthony Mandler, frequente colaborador de Rihanna, e gravado em outubro de 2012 em Los Angeles, Califórnia. Lançado em 8 de novembro de 2012 na MTV, possui um tema simplista, com destaque para os quatro elementos da natureza: água, ar, fogo e terra. O vídeo recebeu uma resposta positiva da crítica, que elogiou sua cinematografia e as transições utilizadas; uma das tomadas mais comentadas por analistas foi a em que o braço da cantora está entrelaçado com o de um homem tatuado que se assemelha ao de Chris Brown. Para a divulgação da faixa, Rihanna cantou "Diamonds" várias vezes ao vivo, como no desfile da marca Victoria's Secret em programas como o The X Factor e Wetten, dass..?, incluindo-a no repertório da mini-turnê 777 Tour e das excursões Diamonds World Tour (2013) e The Monster Tour (2014), esta última feita com o rapper estadunidense Eminem. Além de ter sido remixada em diversas ocasiões, foi regravada por artistas como Jessie Ware, Iza e Keith Urban.

## Antecedentes

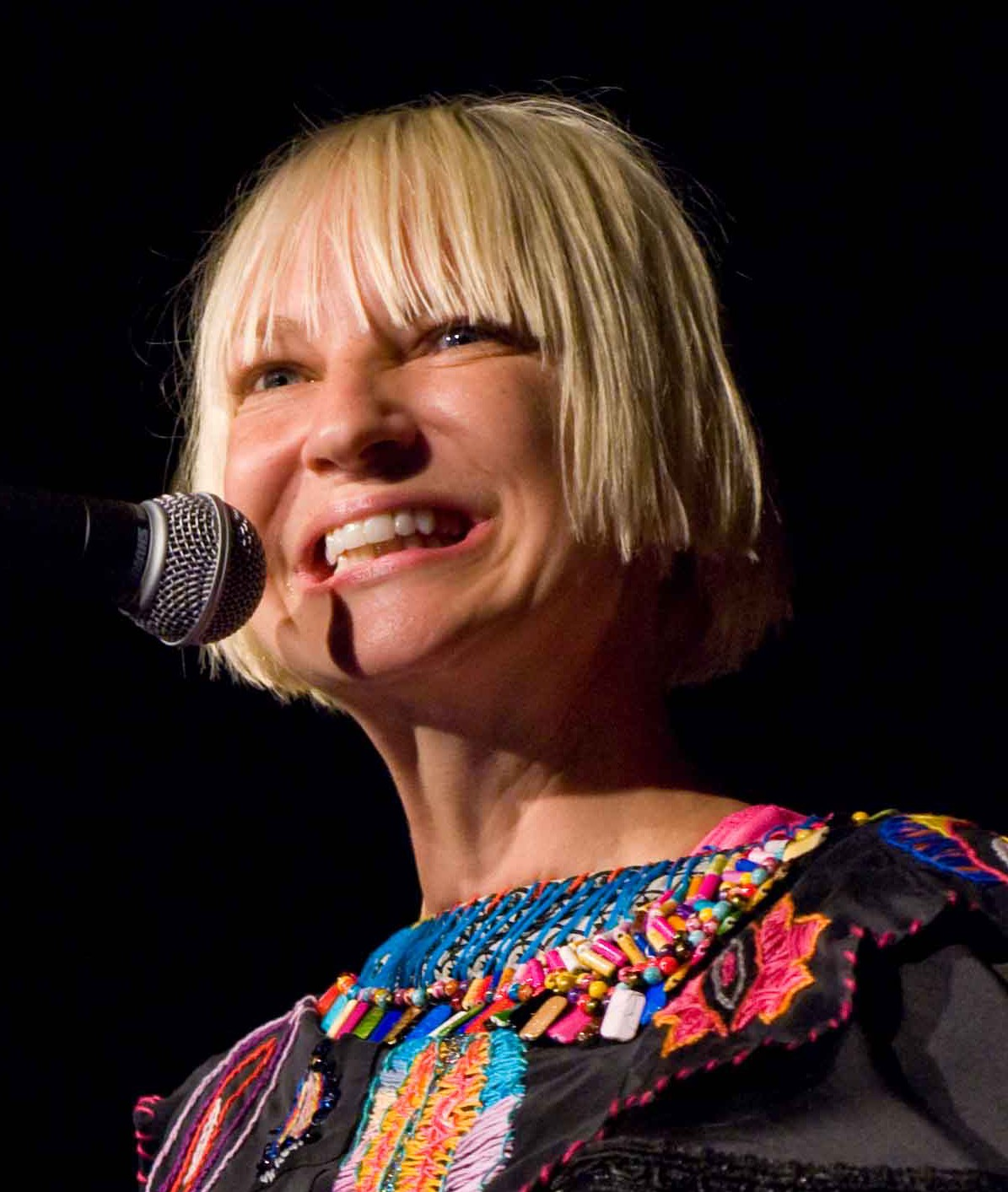
A cantora e compositora australiana Sia Furler escreveu as letras de "Daimonds" em 14 minutos, após o seu instrumental e sua batida terem sido gravados.

Em 2012, o compositor e produtor estadunidense Benny Blanco encontrou-se com o duo norueguês de produtores Stargate em um estúdio de gravação situado em Nova Iorque para escrever novas canções, incluindo uma para Rihanna. O duo, formado por Mikkel S. Eriksen e Tor Erik Hermansen, já havia trabalhado com a barbadense anteriormente, em músicas como "Don't Stop the Music" e "Rude Boy". De acordo com Blanco, certo dia, ele e os produtores surgiram com a ideia de produzir algo "no qual Kanye West poderia rimar" e que "não "soava como Rihanna". O estadunidense elaborou: "Na verdade, nós não estávamos pensando em Rihanna, e [essa música] não é a [que fizemos] sem pensar em Rihanna, é a que se transformou em uma música da Rihanna. [...] Mas isso sempre acontece comigo, quando estou pensando, 'Ei, você tem que fazer esse sucesso agora mesmo, nós temos que fazer o primeiro single neste momento". Eles produziram a batida da obra após o outro instrumental ter sido gravado. Eriksen disse para o The New York Times que Blanco gravou um trecho em que ele estava cantando, o alterou eletronicamente e o fez soar "mais ousado". Em seguida, Blanco aplicou timbre e usou um software de áudio para criar linhas de acompanhamento fantasmagóricas. Eriksen descreveu o estilo do estadunidense como "não ortodoxo, já que ele quase nunca toca os teclados mas gera amostras estranhas e as altera para a altura certa para acompanhar a música".
A cantora e compositora australiana Sia juntou-se a eles e escreveu as letras de "Diamonds" em catorze minutos. Após completarem "Diamonds", os produtores queriam apresentá-la para Rihanna, mas Blanco estava cético sobre a reação da cantora em relação à faixa devido ao seu som lento. Após tocarem a composição para a intérprete, o duo Stargate ligaram para Blanco de Londres e lhe disseram que a artista teve uma recepção positiva: "Ela está enlouquecendo. Ela a tocou, tipo, sete vezes seguidas. É a música favorita dela". Em entrevista para o The Huffington Post, Blanco lembrou da gravação: "Nós precisamos ter a canção gravada, a batida finalizada, mixada e masterizada em 24 horas. Ela estava gravando em uma parte separada do mundo, enviando os arquivos de volta, nós estamos finalizando a música e em seguida a mixamos e a masterizamos, e a canção ficou pronta em poucos dias. É maravilhoso e incrível".

## Lançamento e capa
Em 12 de setembro de 2012, cinco dias após a apresentação de Rihanna nos MTV Video Music Awards, a Def Jam France anunciou através do Twitter que seria lançado um novo single da cantora na segunda-feira próxima, no dia 17. No mesmo comunicado, a gravadora também declarou que o sétimo disco da intérprete seria distribuído em novembro do mesmo ano. Entretanto, a mensagem foi deletada e substituída por outra clarificando que mais informações seriam dadas no dia 13; de acordo com o radialista Benjamin Galouye, da rádio francesa NRJ, a estreia da música foi adiado devido ao anúncio prematuro feito pela editora: "Fomos notificados que Rihanna e sua equipe decidiu atrasar [o lançamento] do seu novo single. Deverá estrear no final da semana". Mais tarde, a compositora Sia Furler deixou uma mensagem no seu Twitter: "Na próxima segunda-feira, [vocês] devem se sentir muito bem". Em entrevista feita ao programa Elvis Duran and the Morning Show, da estação Z100, Rihanna confirmou que a sua nova canção se chamaria "Diamonds" e começaria a tocar nas rádios estadunidenses em 26 de setembro de 2012. Ela a descreveu como "descontraída porém otimista" que é "feliz e hippy" em vez de seus trabalhos dançantes anteriores, dizendo: "É uma canção que [...] me dá um sentimento tão grande quando a ouço. A letra é muito esperançosa e positiva, mas é sobre o amor, e os motivos são um pouco diferentes daqueles que as pessoas esperam".
Em 24 de setembro de 2012, a Island Def Jam fez um comunicado oficial à imprensa anunciando que o tema seria disponibilizado na iTunes Store horas após a estreia nas rádios. Dois dias antes, a cantora revelou no Twitter o lançamento de um novo portal intitulado Rihanna7, que incluiria as novidades do seu novo álbum de estúdio. A página revelava uma foto oficial do logotipo "R", primeiramente apresentada no Instagram da Rihanna, o qual foi formado com várias citações escritas pela própria. Por baixo da nova imagem de marca, encontrava-se a mensagem "em breve". As letras completas da canção foram divulgadas em um arquivo em PDF disponibilizado na página. Um dia após estrear no Elvis Duran and the Morning Show, "Diamonds" foi lançada digitalmente nas iTunes Store canadenses, estadunidenses e mexicanas, sendo comercializada em países como Alemanha, Nova Zelândia, Portugal e Reino Unido no dia seguinte. Dois dias depois, foi enviada para rádios mainstream italianas, com estações estadunidense do mesmo gênero a incluindo em suas listas em 2 do mês seguinte. Em 5 de novembro de 2012, a faixa foi comercializada no formato de CD single, contendo o "Bimbo Jones Vocal Remix". No dia 18 de dezembro, oito remixes foram disponibilizados para compra digital. Dois dias depois, foi revelada a capa do single através da gravadora de Rihanna. A imagem em preto e branco mostra Rihanna segurando um papel para enrolar cigarro, mas em vez de tabaco, está recheado de diamantes.

## Estrutura musical
Com duração de três minutos e quarenta e cinco segundos (3:45), produzida pelo duo norueguês Stargate e pelo estadunidense Benny Blanco. Andy Kellman, do portal Allmusic, a descreveu como uma balada pop de andamento mediano, enquanto Michael Baggs, do Gigwise, a caracterizou como uma faixa eletrônica de tempo médio. Emprega o uso de bateria, sintetizadores pesados, leves toques orquestrais e ritmos eletrônicos deliberados, acompanhados pelos vocais poderosos de Rihanna., Um editor da Rolling Stone escreveu que "a produção da faixa está bem distante do caminho de Rihanna, deixando a estrela pop construir ganchos com camadas de sua voz". Em análise de Unapologetic, Stacy-Ann Ellis, da revista Vibe, notou que a melhora no canto da artista é evidenciado em baladas como "Diamonds" e "Stay". De acordo com a partitura publicada no Musicnotes.com pela EMI Music Publishing, o tema é composto no tom de si menor e definido na assinatura de tempo comum, possuindo um metrônomo de 92 batidas por minuto. Os vocais de Rihanna abrangem-se entre as notas de fá sustenido3 e fá sustenido 5.
Liricamente, "Diamonds" é um afastamento das canções anteriores da artista que tratavam de relações conturbadas, contendo um conceito proeminente de amor. A primeira estrofe introduz o conceito da faixa: "Encontre a luz no mar belo / Eu escolho ser feliz / Você e eu, você e eu / Somos como diamantes no céu". O refrão e o gancho continuam esta metáfora: "Então brilhe forte, esta noite, você e eu / Somos lindos como diamantes no céu / Olho no olho, tão vivos / Somos lindos como diamantes no céu / Brilhe forte como um diamante". Segundo Glenn Yoder, do jornal The Boston Globe, a faixa retrata Rihanna de uma maneira diferente de como ela é vista pelo público devido a linhas como "eu escolho ser feliz" e "somos como diamantes no céu". James Montgomery, da MTV News, comentou que artista abraça a positividade e a realização de uma relação durante a interpretação da obra, particularmente nas linhas; "Quando você me abraça, eu vivo" e "eu sabia que nos tornaríamos um agora mesmo". Lindsay DiMattina, do portal Hollywood.com, interpretou que Rihanna está implorando por seu parceiro quando canta versos como "Quando você me abraça, estou viva" e "À primeira vista, eu senti a energia dos raios solares, eu vi a vida  dentro dos seus olhos". Um periodista do El Espectador sentiu que os versos "você é a estrela cadente que vejo, uma visão de êxtase, quando você me segura, eu vivo, somos como diamantes no céu" parecem prestar homenagem a "Lucy in the Sky with Diamonds" (1967), dos Beatles, que se relaciona com os efeitos do LSD. Em entrevista para a MTV News, ela falou sobre o significado lírico da canção:
| “ | Acho que muitas pessoas estão com medo de serem feliz por causa do que outras pessoas podem achar disso. (...) Elas estão com medo de aceitar isso, aceitar a si mesmas, amar a si mesmas, fazer o que amam e fazer o que as fazem felizes. | ” |

## Recepção

### Crítica profissional
| Críticas profissionais | Críticas profissionais |
| Avaliações da crítica  | Avaliações da crítica  |
| Fonte                  | Avaliação              |
| ---------------------- | ---------------------- |
| About.com              | [ 29 ]                 |
| Allmusic               | [ 17 ]                 |
| Digital Spy            | [ 30 ]                 |

De um modo geral, "Diamonds" recebeu análises favoráveis dos críticos musicais especializados. Robert Copsey, do Digital Spy, deu quatro de cinco estrelas para "Diamonds" e elogiou a direção Rihanna para um "limite mais leve e prolífico". Carl Williot, do portal Idolator, descreveu a sua produção como uma "leveza agradável" e os vocais da cantora como tendo um "timbre ligeiramente diferente". Brittany Lewis, do GlobalGrind, considerou a canção grudenta e notou que ela tinha potencial para ser outro sucesso da artista. Glenn Gamboa, do Newsday, comentou que embora não soe como um "atingimento em cheio na sua cabeça", o conteúdo lírico da canção mostra a "mudança pessoal" da intérprete. Segundo James Montgomery, da MTV News, embora seja uma faixa de andamento médio, "Diamonds" é mais positiva do que os singles anteriores da cantora, incluindo "We Found Love" e "Where Have You Been". Lindsey DiMattina, da página Hollywood.com, elogiou os vocais "mais fortes do que nunca" de Rihanna. Um editor do Contactmusic.com considerou a obra "descontraída" e sugeriu que suas letras tratavam de Chris Brown, ex-namorado da musicista. Andy Kellman, do portal Allmusic, deu para a canção três estrelas e meia de cinco atribuíveis e a considerou um dos destaques do disco.

Rihanna fez uma boa mudança de direção em "Diamonds", o primeiro single de seu sétimo álbum de estúdio. O ritmo é mais lento e a letra é de uma canção de amor simples e direta. É instantaneamente cativante, mas o efeito geral é um pouco apressado e não exatamente finalizado. Conforme a música termina, a natureza repetitiva do refrão a enfraquece.

—Trecho na análise realizada por Bill Lamb, do About.com.
Em análise de Unapologetic para a Billboard, Andrew Hampp a chamou de uma das "vozes mais roucas e emocionantes até hoje", comentando que ela fez uma mudança estratégica em "Diamonds", em comparação com "Talk That Talk" e "Cockiness (Love It)", onde ela se classifica em novas categorias estilísticas. Jim Farber, do New York Daily News, sentiu que a faixa não era "tão assustadora como almeja ser" e criticou sua falta de "mistério". Jon Caramanica, periodista do The New York Times, comparou "Diamonds" à uma música-tema dos filmes de James Bond, mas com "letras insípidas". Bill Lamb, da página About.com, concedeu três estrelas e meia de um total de cinco para a composição e concluiu que embora seja diferente das anteriores de Rihanna e contenha seus vocais "a plenos pulmões", ela soa não finalizada e apresenta repetição exagerada. Kevin Blair, do jornal Irish Independent, a considerou uma "canção pop sentimentalista de meio da estrada com sons explosivos" e a negativou por não ser um "treino de dança muscular" semelhante aos singles anteriores da intérprete, como "We Found Love" e "Only Girl (In the World)", ou uma faixa R&B "suave" como "Take a Bow". Chris Richards, do The Washington Post, criticou o tema por ser uma "power ballad sem muito poder".
De sua parte, Bradley Stern, do MuuMuse, afirmou que logo de cara, "Diamonds" parece algo totalmente diferente de qualquer coisa que estava tocando no rádio: "não é faixa que muitos podem estar esperando desde "We Found Love", mas, em vez disso, é uma música de tempo médio magnífica e triunfalmente comovente". Da mesma forma, Mark Blankenship, do NewNowNext, opinou que "Diamonds" é um passo em uma direção diferente para Rihanna. Embora ela afirmasse que foi co-produzida por Stargate, que já havia trabalhado em "Umbrella" (2007), e tinha o mesmo som eletro que o ajudou a se popularizar, não era uma cópia preguiçosa do que ele havia feito antes. O portal Hipersônica observou em sua crítica ao Unapologetic que a mudança do som eletrônico "que tem dado tão bom desempenho" para o pop contemporâneo "com um estilo mais adulto" é reconhecível e deu a artista um trabalho condizente com essa necessidade de dar um passo à frente. Jessica Hopper, da Pitchfork Media, concluiu que mistura comparações, clichês e metáforas, "servindo como um poderoso lembrete de que alguém pensou que este era o melhor que o álbum [Unapologetic] tinha a oferecer". Melissa Maerz, da revista Entertainment Weekly, selecionou-o como um dos as melhores músicas do álbum, e Gonzalo Izquierdo, da versão em espanhol do portal Terra, declarou que o resultado é um intervalo pop que cresce a cada escuta e que explora novos alcances da artista.
Para a Vibe, Stacy-Ann Ellis, notou uma melhora nos vocais de Rihanna em "Diamonds", bem como em "Stay" e "Half of Me", tanto no tom quanto em sua capacidade de transmitir emoções. Um comentário semelhante veio de Odi O'Malley, do La Reputada, afirmou que há aqueles momentos como em "Diamonds" em que sua garganta soa bem e sem muitos retoques. Já Caryn Ganz, da revista Spin, chamou "Diamonds" de "cintilante" e "majestoso", respectivamente. A publicação The Honesty Hour, em sua análise do álbum Unapologetic, também avaliou-o com três estrelas e meia em cinco, comentando que, com sua simplicidade e fluxo, "'Diamonds' é uma bela canção que é fácil de cantar junto e é relativamente diferente da típica música moderna de Rihanna". Jenn Selby, da Glamour, concordou que a barbadense adora diamantes e, desta vez, ela "dedicou uma música inteira à adoração eterna deles" como um tema de amor introspectivo. Em outra crítica menos entusiástica, Michael Gallucci, do PopCrush, opinou que embora "Diamonds" não tenha o impacto dos outros singles de sucesso de Rihanna e "a magnífica orquestra que se constrói a partir de sua execução dá um bom toque". Xavi Sancho, do jornal espanhol El País, em uma crítica ambivalente, expressou: "Menos sucesso, porém mais sucesso é o primeiro single, "Diamonds", que não esconde o fato de ser uma música da onipresente Sia, tanto que parece que Rihanna caiu em cima da faixa e nem percebeu. Tão acostumada quanto ela está a sincronizar os lábios. Por fim, Elliot Friar, do PolicyMic, deduziu que tinha uma chance melhor de se tornar um sucesso, já que era "uma música perfeita".

### Reconhecimento
"Nossa garota RiRi [Rihanna] abraça temas sombrios em músicas como "Disturbia" e "Where Have You Been", mas "Diamonds" lança uma luz positiva em seu repertório. Rihanna usa a pedra brilhante como uma metáfora para seu relacionamento feliz e saudável. Vendo como seus romances anteriores foram difíceis e bem divulgados, gostamos desse lado dela".

—Sam Lansky, de PopCrush, comentando sobre "Diamonds" em sua lista das 10 melhores canções de Rihanna, onde foi listada na nona posição.
Desde seu lançamento, vários jornalistas e críticos profissionais incluíram "Diamonds" nas listas das melhores canções de 2012. Bill Lamb, do About.com, classificou-a em 73º lugar entre as 100 melhores músicas pop do ano e comparou a sua sonoridade com as de trabalhos de Lana Del Rey. Os colaboradores do canal americano VH1, Mark Graham e David Donerlson, incluíram-no no sexto e primeiro lugar da contagem dos 10 mais destacados da temporada, respectivamente. Constou na compilação das 10 músicas mais ouvidas do ano, elaborada por Eduardo Bielsa, do jornal La Opinión. Ernest Baker e Lauren Nostro, da revista Complex, a colocaram no topo do ranking "As 10 melhores músicas de Guilty Pleasure de 2012" e escreveu que, embora diferente das faixas mais barulhentas e agressivas de Rihanna, "o mundo parece querer ver seu lado mais suave também". Um editor da E! Online a considerou a quinta melhor faixa da intérprete e comentou que sua performance vocal explica a atenção que ela recebe desde sua estreia com "Umbrella" (2007). Jim Hayes, do Irish Independent, classificou-a como a décima melhor canção do ano . Ele descreveu-a como "lenta e calma", que invade sua memória e se recusa a sair.
Cristin Maher, do PopCrush, também o classificou em décimo lugar em sua lista e reconheceu que apresentou uma das performances vocais mais espetaculares de toda a carreira da artista. Além disso, ele destacou que "Diamonds" é obviamente uma obra com muito significado em sua carreira, embora a compositora Sia e os produtores Benny Blanco e StarGate sejam "os verdadeiros cérebros por trás dessa poderosa joia do eletropop".  Um crítico do Huffington Post a nomeou uma das 12 melhores canções femininas de 2012 e comentou que a música da intérprete continua sólida como sempre. Os editores da revista americana Fitness e a periodista Nicole Nichols, da página SparkPeople, a colocaram em 41º e 48º lugar, respectivamente, em suas listas das 100 melhores músicas para realizar ginástica. "Diamonds" também foi destaque em várias compilações de melhores canções de Rihanna por diferentes veículos. Bill Lamb, do About.com, colocou-a no oitavo posto, comentando que mostra o desenvolvimento de sua voz e tem um som elegante e muito atraente para seus seguidores. Geneva Perezcastaneda, do The Urban Daily, colocou-a no terceiro posto e comentou que foi uma transformação positiva e renovadora da cantora e que, graças ao novo som de Benny Blanco e StarGate, foi mais um grande sucesso comercial para ela. Embora não tenha a enumerado em nenhuma posição, Marian Otero, da Musicak,  considerou-a a faixa uma das melhores de sua intérprete. Para ele, a obra é "muito cativante" e uma verdadeira maravilha aos ouvidos de seus fãs, "como todos os seus maiores sucessos". Por seu lado, um grupo de repórteres da revista Complex incluiu "Diamonds" no número 20 das 26 melhores canções de Rihanna e concluiu:
A American Society of Composers, Authors and Publishers (ASCAP) reconheceu "Diamonds" como uma das faixas mais apresentadas em 2013 e 2014 e, por isso, a premiou na cerimônia dos ASCAP Pop Music Awards de ambos os anos. A composição recebeu o troféu de Melhor música de R&B nos Billboard Music Awards de 2013. Nos BET Awards, do mesmo ano, foi indicada para o prêmio de Escolha da Escolha da Coca-Cola, perdendo para "Started from the Bottom", do rapper Drake. Foi nomeada também para Melhor Canção Internacional nos NRJ Music Awards e Sucesso do Ano nos ECHO Awards de 2013, perdendo respectivamente para "Roar" (2013), de Katy Perry, e "Tage wie diese" (2012), de Die Toten Hosen. A obra recebeu ainda uma indicação para Melhor Canção nos MTV Europe Music Awards do mesmo período, perdendo para "Locked Out of Heaven", de Bruno Mars.

## Vídeo musical

### Desenvolvimento e lançamento
Com cada canção, é uma história diferente, então os visuais são bastante específicos para aquela história e aquele mundo. Com 'Diamonds', foi apenas uma série de vinhetas que nós juntamos para ajudar a ter a emoção ao longo da música porque ela muda e se constrói, e não há uma maneira real de como você poderia fazer isso.

—Rihanna explicando o conceito do vídeo musical.
Rihanna começou a filmar o vídeo musical de "Diamonds" em 21 de outubro de 2012 no Deserto de Mojave, em Lancaster, Califórnia. Foi dirigido por seu frequente colaborador Anthony Mandler, com quem ela havia trabalhado anteriormente nos vídeos de canções como "Take a Bow", "Russian Roulette" e "Man Down". Fotos da produção foram divulgadas na Internet no mesmo dia; nelas, a cantora é vista usando um vestido branco e preto na frente de um cenário em chamas, enquanto olha para a câmera. Ethan Sacks, do New York Daily News, escreveu que ela "parecia uma joia no cenário das filmagens de seu vídeo". Em entrevista para a MTV News, Rihanna explicou o conceito por trás da obra, dizendo que queria dar "a emoção certa" ao público através de cenas abstratas. Mandler também falou sobre o projeto e seu tema: "Com esse vídeo, eu senti a necessidade de criar uma paisagem mais ampla; quase sugerir coisas, entrar em lugares, sair deles, e não permitir que as pessoas se liguem muito [...] elas precisavam se sentir como [se] estivessem sonhando vivas, tipo, quando você acorda de um sonho, você percebe que o que você estava sonhando não era realmente aquilo, era outra coisa". Ele complementou:
| “ | O que é verdade ou ficção? Você sabe 'Ela está se afogando ou está em completo êxtase? Essas mãos estão se separando ou estão se encontrando?' [...] tentamos trazer à tona essas questões mais profundas que se relacionam com a música e vida de Rihanna e como encontrar beleza no caos e encontrar beleza na dor e encontrar dor na beleza. | ” |

Em 7 de novembro de 2012, um vídeo mostrando os bastidores da gravação audiovisual de "Diamonds" foi postando na página oficial da MTV. Apresenta Rihanna saindo de um trailer, usando um roupão de "pele de leopardo" e indo ao local de filmagens. Estas cenas são intercaladas com policiais perseguindo combatentes armados. Sequências da intérprete em uma paisagem deserta também são mostradas. O produto final estreou no dia seguinte na MTV e em seu respectivo portal na Internet. O trabalho também foi disponibilizado para streaming no Rihanna.MTV.com, sendo lançado para compra em 14 do mesmo mês na iTunes Store de vários países.

### Sinopse

Capturas em ecrã de Rihanna em três momentos do vídeo musical de "Diamonds".

A trama, com duração superior a quatro minutos, se inicia com Rihanna sendo vista deitada em águas abertas, conforme cenas de diamantes sendo colocados em um papel para enrolar tabaco são mostradas — remanescente à capa do single. Conforme o vídeo progride, a artista é mostrada correndo em uma rodovia. Em uma tomada em preto-e-branco, ela lambe o papel e começa a fumar. A tela se escurece e a canção começa. Rihanna a interpreta no mesmo ambiente em preto-e-branco, usando um espartilho preto. Na água, sua mão se entrelaça com o braço tatuado de um homem, cujo rosto não é apresentado. Rápidas imagem de um quarto onde a intérprete está cantando a faixa são exibidas, com objetos quebrando, cortinas caindo e rosas queimando.
A barbadense é mostrada novamente na rodovia, onde observa uma aurora boreal. Ela para de correr e começa a cantar enquanto olha ao seu redor. O céu começa a brilhar e a reluzir confirme Rihanna anda pelo local observando-o. Conforme a segunda estrofe começa, Rihanna é vista em um deserto onde cavalos correm livremente. Cenas de uma batalha em uma rua são apresentadas; pessoas lutam contra policias, enquanto a intérprete está no meio. Sequências de carros em chamas e vidros quebrados são exibidas em torno do ambiente. Ao passo em que o vídeo continua, as mãos de Rihanna e seu parceiro se afastam lentamente, com apenas as pontas de seus dedos se tocando perto do fim. A gravação termina com a mesma cena do início, com a artista deitada em águas abertas.

### Recepção
James Montgomery, da MTV News, declarou que o vídeo era "visualmente interessante" e observou uma grande quantidade de "imagens evocativas (glamorosas aproximações em preto-e-branco, plumas espessas de fumaça translúcida, colinas sobrepostas, garanhões artisticamente em silhuetas)". Ele concluiu a análise comparando o produto com a canção, comentando que "o resultado é incrivelmente íntimo e de tela grande pública". Sua colega Jocelyn Vena avaliou que o projeto é cheio de tomadas "sonhadoras" e "surreais" de Rihanna, conforme ela anda melancolicamente em vários "cenários às vezes inimagináveis".. Bruna Nessif, do E! Online, descreveu a gravação como "cheia de imagem e história complexas — ou, em qualquer caso, Rihanna sendo misteriosa e sensual". Para Amy Sciaretto, da página PopCrush, a gravação é "bizarra, mas bonita".
Um resenhista da NME comentou sobre o tema do trabalho e observou que a intérprete é vista em quatro ambientes que representam os quatro elementos da natureza: terra, fogo, água e ar. Leah Collins, do The Vancouver Sun, escreveu que a interpretação da cantora sobre o tema da canção influenciou o conceito do vídeo e declarou: "Tudo faz parecer que você está assistindo cenas não editadas de dezenas de fotos de Rihanna para revistas". Billy Johnson Jr., do Yahoo! Canada, avaliou que as letras da composição "celebram encontrar um amor tão grande que brilha forte. Mas o vídeo dificilmente narra um caso de amor. [...] Parece que [a artista] está no caos, refletindo sobre épocas felizes". Marc Hogan, da revista Spin, concluiu que o vídeo era uma "confirmação da sequência desajeitada de Rihanna no mundo adult contemporary". A gravação foi a quarta mais vista do serviço Vevo em 2013 e tornou-se a a décima da musicista a receber um Vevo Certified, reconhecimento dado pela plataforma aos vídeos musicais que atingem as cem milhões de visualizações.

## Apresentações ao vivo

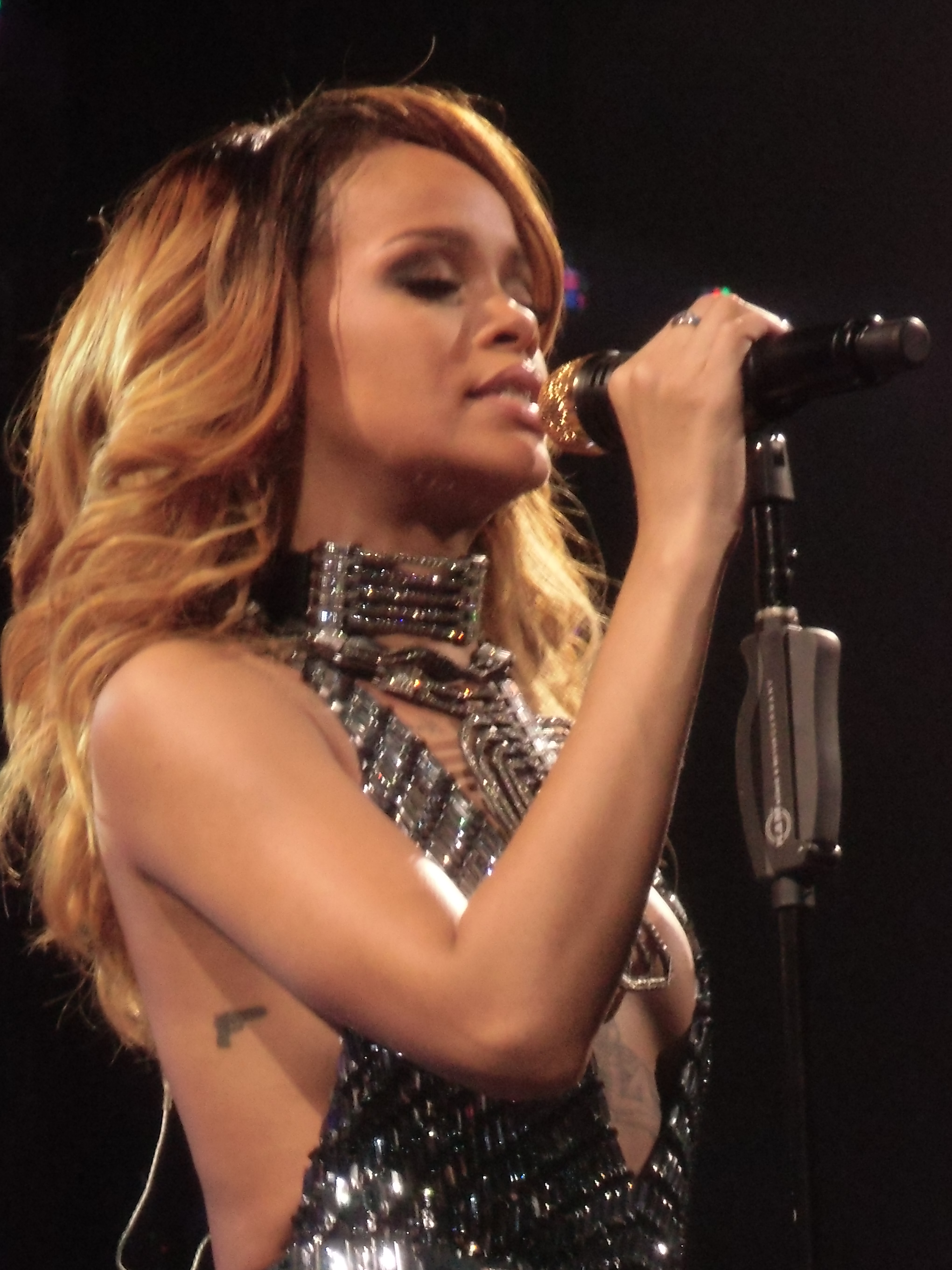
Rihanna apresentando "Diamonds" em 26 de junho de 2013 em Colônia, Alemanha, como parte da turnê Diamonds World Tour.

A primeira apresentação ao vivo de "Diamonds" ocorreu no Victoria's Secret Fashion Show, realizado em 7 de novembro de 2012 na cidade de Nova Iorque. Na performance, Rihanna trajava lingerie preta e botas de cano alto da mesma cor; o desfile foi transmitido pela CBS em 4 de dezembro daquele ano. Um editor do portal Peru.com afirmou que a cantora "encheu a passarela de sensualidade". No dia 10 seguinte, ela interpretou a composição no Saturday Night Live. Para a ocasião, a barbadense vestiu uma jaqueta com estampa militar; durante sua performance foram projetadas imagens digitais de vários objetos. Joe Reid, da revista New York, chamou-o de destaque do episódio, mencionando também o fundo digitalizado, descrito como "patentemente estranho", mas "muito atraente". Tess Lynch, do Grantland.com, destacou sua voz e a atmosfera perturbadora e poderosa criada pelas projeções de fundo, que "surpreenderam o público". Além disso, Lynch concordou com a anfitriã do programa, Anne Hathaway, que havia descrito a cantora como "uma deusa". "Diamonds" fez parte do repertório da turnê promocional 777 Tour, que incluiu sete shows em sete países em apenas sete dias.
Posteriormente, em 25 de novembro, interpretou o tema na nona temporada da edição britânica do The Voice. Rihanna usava um vestido preto quase transparente "que a cobria da cabeça aos pés". No início do refrão final, começou a chover água na plataforma onde ele estava, e finalizou a música completamente encharcada. A performance recebeu críticas positivas; um repórter da Viva FM descreveu como "mais do que excelente, a voz de RiRi está impecável e o destaque que a chuva artificial lhe deu tornou a apresentação memorável". De sua parte, Jim Hayes, do Irish Independent, afirmou que "deixou tudo — e todos [no programa] — no chão". Mais tarde, "Diamonds" foi apresentado no programa alemão Wetten, dass..?; desta vez, Rihanna usou óculos escuros "futuristas", que ela tirou ao começar a cantar, uma regata branca, salto preto e calça de couro. O único efeito especial consistia em uma névoa branca envolvendo a cantora no início da canção. Jennifer Pearson, do Daily Mail, comentou que suas roupas "raramente decepcionam e esta noite foi uma espécie de joia". Finalizou descrevendo a performance como "sensual" e um espetáculo claramente incrível. Ana Sánchez, do Bekia.es, também elogiou a apresentação e afirmou que revolucionou o público e os competidores. Na final da terceira temporada da série The Voice, a barbadense estrelou o show junto com outros artistas, apresentando "Diamonds" em um smoking bordado Swarovski e macacão Lanvin. Ela se apresentou em um palco enfeitado com luzes penduradas. Um jornalista do Daily Mail, observou que a artista estava usando "anéis de ouro empilhados, unhas douradas e maquiagem brilhante". Avaliou a performance positivamente, considerando que não poderia ter sido melhor: "Com um corte de cabelo curto e assimétrico em seu preto natural, a cantora de "Umbrella" parecia totalmente segura de si enquanto cantava a canção de amor. [...] Rihanna agiu como uma profissional [...] e colocou o público a seus pés".
A composição foi incluída no encore do repertório da Diamonds World Tour, realizada entre março e novembro de 2013; a cantora usou um vestido comprido "brilhante", digno do tema da música. Muitos críticos deram à performance opiniões muito positivas: A esse respeito, Brenna Rushing, do The Dallas Morning News, qualificou-o de "instrutivo"; um jornalista do El País declarou que "o público cantou totalmente rendido" a "Diamonds", no concerto oferecido em Bilbau, Espanha, em 26 de maio de 2013; Charlie Chareunsy, do Las Vegas Sun, afirmou que ela "definitivamente brilhou como um diamante no Mandalay Bay", durante a apresentação em Las Vegas; Em 24 de novembro de 2013, a intérprete se apresentou na 41º edição dos American Music Awards e cantou "Diamonds" usando um longo vestido preto, desenhado por Jean-Paul Gaultier, com enfeites de diamantes em seu cabelo. Ela foi acompanhada por uma orquestra com um maestro e uma banda de rock. Kory Grow, da Rolling Stone, chamou a performance de "impressionante" e classificou-a em primeiro lugar entre as dezesseis melhores da cerimônia do evento; a este respeito, comentou: "Pouco antes da cantora [...] aceitar o seu primeiro AMA, com o Prêmio Ícone, ela fez uma atuação que mostrou que poderia retribuir a homenagem. [...] Ela cantou para o público; "Nós somos como diamantes no céu" — e quando terminou, deixou de lado a seriedade da música e sorriu. O público a aplaudiu de pé, o que não surpreende, considerando que ela foi, de fato, o ícone da noite". A versão mexicana da revista GQ a incluiu em quarto lugar entre os cinco melhores momentos da cerimônia. Nove meses depois, ela a apresentou novamente na turnê promocional de seis datas The Monster Tour, em colaboração com o rapper americano Eminem; a faixa fez parte do encore junto com "We Found Love". Em 12 de fevereiro de 2023, Rihanna a apresentou ao vivo como parte do show de intervalo do Super Bowl LVII, sendo "Diamonds" usado como o tema de encerramento.

## Regravações e uso na mídia
Desde seu lançamento, vários artistas e bandas fizeram versões covers de "Diamonds". Por exemplo, Misha B gravou uma versão acústica para o site That Grape Juice. Jessie Ware interpretou a obra na BBC Radio 1, com um ritmo jazzístico que remetia a sonoridade da banda The xx e tinha uma expressão vocal semelhante a D'Angelo, de acordo com a análise de Marc Hogan da revista Spin. A compositora da música, Sia Furler, a cantou na Norwegian-American Achievement Ceremony em 28 de novembro de 2012, acompanhada por Stargate no teclado. Outros artistas, como Zola Jesus, Conor Maynard e Kaysha também realizaram covers de "Diamonds". A concorrente da segunda temporada da versão estadunidense do The X Factor, Diamond White, interpretou-a num dos episódios.
Por outro lado, um remix de "Diamonds" com o rapper estadunidense Flo Rida foi divulgado em 12 de novembro de 2012. Quatro dias depois, o remix oficial da música, com a participação de Kanye West, foi disponibilizado para download digital através do SoundCloud e iTunes. James Montgomery, da MTV, observou que "você certamente não sentirá falta do estilo usual de Kanye, e o novo o remix também proporciona impacto a faixa". Um editor do Rap-Up afirmou que o músico "brilha" na obra, enquanto Chris Martins, da Spin, considerou que "sua contribuição tem apenas um verso, mas pode ser a melhor coisa que ouvimos dele em uma ou duas temporadas". Henna Kathiya, da MTV Rapfix, comentou que West adiciona alguns sabores clássicos à música. Erika Graham, do site oficial da Pepsi, a colocou em primeiro lugar na lista "Top 5: os melhores remixes de Rihanna de todos os tempos" e observou que sua contribuição foi bastante tímida em comparação com as letras hostis e desafiadoras de Yeezus (2013), seu sexto álbum de estúdio. Ainda assim, ele afirmou que consegue encaixar perfeitamente algumas falas boas. Finalmente, um novo remix vazou online no dia 4 de dezembro, apresentando a rapper estadunidense Eve.
As integrantes originais do Sugababes apresentaram uma versão de "Diamonds" em um show surpresa, realizado em uma festa de Ano Novo em Londres em 31 de dezembro de 2012. A concorrente Asanda Jezile, de 11 anos, cantou no Britain's Got Talent e The Spine, um dos membros da banda Steam Powered Giraffe, postou sua versão da obra em sua conta oficial no YouTube, em 9 de junho de 2013, posteriormente disponibilizada no iTunes. A cantora britânica Leona Lewis cantou-a no concerto de Scarborough, em 12 de julho de 2013, como parte da Glassheart Tour. Em 14 de maio de 2015, os treinadores do American Idol, Jennifer Lopez, Keith Urban e Harry Connick, Jr. fizeram um cover da música em um mashup com "Locked Out of Heaven", de Bruno Mars, durante o último episódio da 14.ª temporada. O cantor britânico Calum Scott executou-a durante a final da nona temporada do Britain's Got Talent. Também foi usada como parte de um vídeo promocional que promovia a candidatura de Istambul aos Jogos Olímpicos de 2020. A cantora brasileira Iza apresentou a canção em seu programa televisivo, o Música Boa Ao Vivo, exibido em 2019. A britânica Gabrielle incluiu um cover da obra em seu álbum Do It Again (2021), após interpreta-la ao vivo durante um episódio do The Masked Singer no qual ela concorreu caracterizada como Harlequin.

## Faixas e formatos
"Diamonds" foi comercializada nos formatos de Download digital e CD single, em quatro edições diferentes. A primeira versão digital apresenta apenas a faixa original, enquanto a segunda é um remix com Kanye West e a terceira é um conjunto de oito produções aprimoradas. A versão física contém o produto original e o "Bimbo Jones Vocal Remix".
| Download digital |            |         |  |
| N.º              | Título     | Duração |  |
| 1.               | "Diamonds" | 3:45    |  |

| CD single      |                                          |         |  |
| N.º            | Título                                   | Duração |  |
| 1.             | "Diamonds"                               | 3:45    |  |
| 2.             | "Diamonds" (The Bimbo Jones Vocal Remix) | 6:16    |  |
| Duração total: | Duração total:                           | 10:01   |  |

| Download digital (remix com Kanye West) |                                   |         |  |
| N.º                                     | Título                            | Duração |  |
| 1.                                      | "Diamonds" (remix com Kanye West) | 4:48    |  |

| Download digital de remixes |                                         |         |  |
| N.º                         | Título                                  | Duração |  |
| 1.                          | "Diamonds" (Dave Audé 100 Edit)         | 3:38    |  |
| 2.                          | "Diamonds" (Gregor Salto Radio Remix)   | 3:45    |  |
| 3.                          | "Diamonds" (The Bimbo Jones Vocal Mix)  | 6:17    |  |
| 4.                          | "Diamonds" (The Bimbo Jomes Downtempo)  | 3:14    |  |
| 5.                          | "Diamonds" (The Bimbo Jomes Vocal Edit) | 3:14    |  |
| 6.                          | "Diamonds" (Congorock Remix Extended)   | 5:54    |  |
| 7.                          | "Diamonds" (Congorock Remix)            | 5:08    |  |
| 8.                          | "Diamonds" (Jacob Plant Dubstep Remix)  | 3:58    |  |
| Duração total:              | Duração total:                          | 28:04   |  |

## Créditos
Todo o processo de elaboração de "Diamonds" atribui os seguintes créditos:
Gravação
- Gravada nos Roc the Mic Studios (Nova Iorque) e Westlake Recording Studios (Los Angeles, Califórnia)
- Mixada nos Ninja Club Studios (Atlanta, Geórgia)
- Publicada pela EMI Music Publishing (BMI/ASCAP)

Produção
| - Composição: Sia Furler, Benjamin Levin, Mikkel S. Eriksen, Tor Erik Hermansen - Produção: Benny Blanco, Stargate - Gravação: Mikkel S. Eriksen, Miles Walker - Assistência: Andrew "Muffman" Luftman - Produção vocal: Kuk Harrell - Gravação vocal: Kuk Harrell, Marcos Tovar | - Assistência de engenharia: Blake Mares, Robert Cohen - Mixagem: Phil Tan - Assistência: Daniela Rivera - Assistência de engenharia: Daniela Rivera - Instrumentação: Benjamin Levin, Mikkel S. Eriksen, Tor Erik Hermansen - Programação: Benjamin Levin, Mikkel S. Eriksen, Tor Erik Hermansen |

## Desempenho comercial

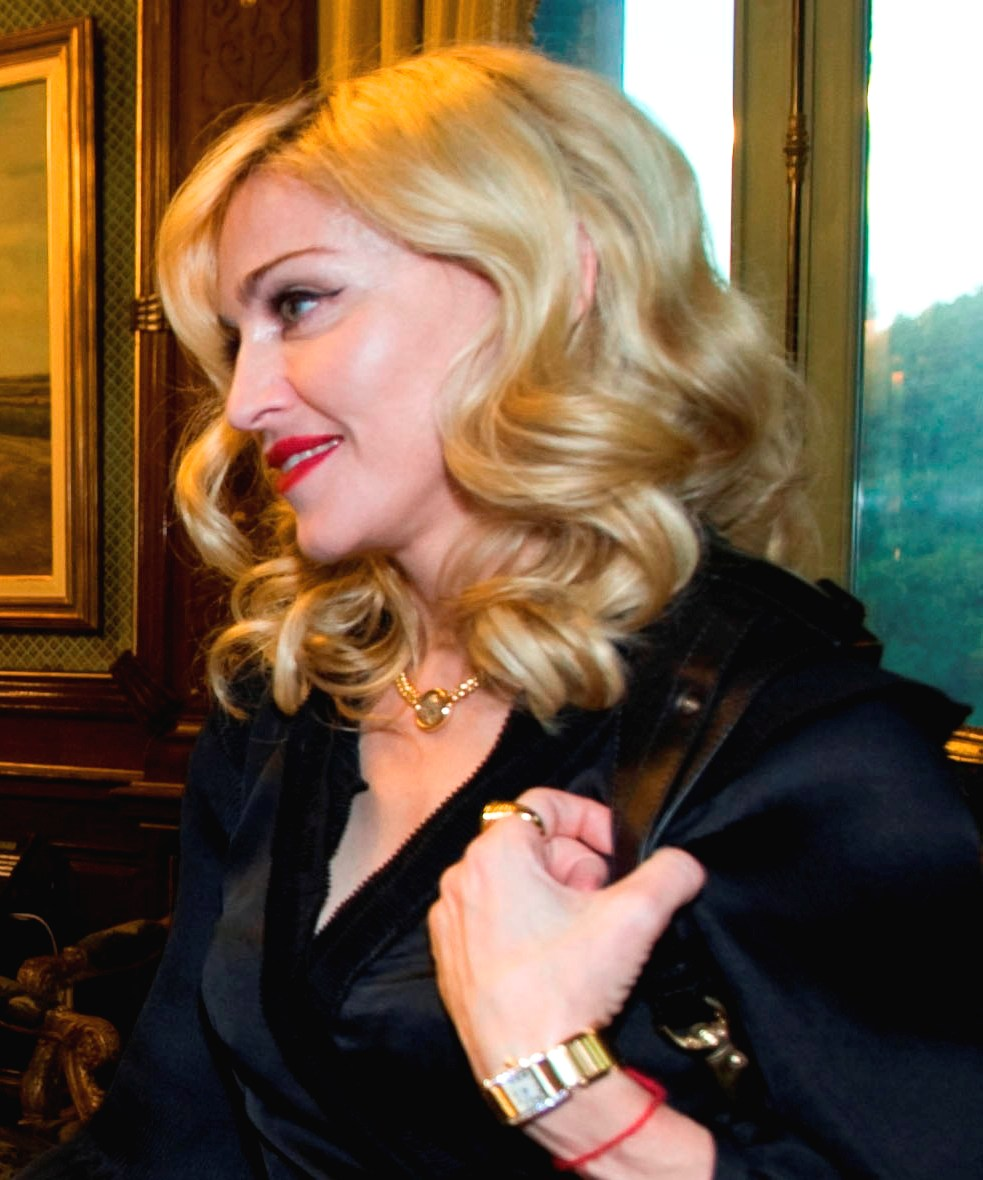
Com "Diamonds" liderando a Billboard Hot 100, Rihanna empatou com Madonna (esquerda) entre as artistas femininas em carreira solo com a segunda maior quantidade de faixas a atingir essa posição da tabela.

Mundialmente, "Diamonds" foi um sucesso comercial. Até maio de 2013, já haviam sido comercializadas mais de 7 milhões e 500 mil cópias da composição, tornando-se um dos singles mais adquiridos de todos os tempos. Nos Estados Unidos, estreou em 13 de outubro de 2012 na 16.ª posição na Billboard Hot 100 com vendas de 133 mil cópias na primeira semana. Este foi o terceiro tema de Rihanna a ocupar essa posição nos primeiros sete dias; as anteriores foram "Stranded (Haiti Mon Amour)", com Jay-Z, Bono, e "We Found Love", com Calvin Harris. Finalmente, em 1º de dezembro, alcançou o topo e assim sucedeu "One More Night", do Maroon 5, que havia passado nove semanas nessa posição. Ao mesmo tempo, Rihanna empatou com Madonna e as Supremes entre as artistas femininas com a segunda maior quantidade de músicas em primeiro lugar na história da parada, atrás apenas de Mariah Carey (18). Convertendo-a também na única em carreira solo que alcançou o posto por mais vezes em menor tempo — aos seis anos e sete meses —, em comparação com sete anos, um mês e duas semanas de Carey. Continuou no ápice na edição seguinte — coincidindo com a estreia de Unapologetic no cume da Billboard 200 —, tornando-a a segunda artista em 2012, depois da britânica Adele, a ter um álbum e uma música na liderança das principais paradas da Billboard simultaneamente.
Na parada Radio Songs, "Diamonds" estreou no número 28. Em sua quarta semana, subiu para o número dez, tornando-se o 19.º top dez de Rihanna, quebrando o desempate com Lil Wayne, como o segundo melhor resultado nos 22 anos de história da lista; sendo superada apenas por Mariah Carey (23). Para a edição datada de 15 de dezembro, a música liderou a tabela, tornando-se o décimo número um da barbadense e posicionando-a em segundo lugar entre as artistas femininas com mais sucessos nas paradas, atrás apenas de Mariah Carey (11). Em 11 de outubro, a Billboard revelou uma nova metodologia para o Hot R&B/Hip-Hop Songs que incluía vendas digitais e dados de streaming em um ranking de 50 posições, juntamente com relatórios de rádio fornecidos pela Nielsen BDS. Devido a isso, "Diamonds" passou da 66.ª para a 1.ª ocupação,, e se tornou sua segunda música a alcançar essa posição; constou no posto por quatorze semanas consecutivas. Também liderou o Dance Club Songs, o que igualou Rihanna à Janet Jackson no segundo lugar entre os cantores com mais números um nos 36 anos de história da contagem, totalizando dezenove cada; apenas Madonna possuía mais, com um recorde de 43. Em abril de 2024, a Recording Industry Association of America (RIAA) concedeu-lhe certificado de diamante (10x platina) pela venda de dez milhões de unidades equivalentes em território estadunidense.
No Canadá, "Diamonds" estreou no número 9 do Canadian Hot 100 em 13 de outubro de 2012. Eventualmente alcançou a primeira posição e permaneceu lá por quatro semanas, tornando-se o sexto single número um da barbadense no país. A Music Canada (MC) certificou-o ouro por 40 mil cópias distribuídas no país. Obteve sucesso na Oceânia; iniciou seu percurso na 5.ª colocação da parada Recording Industry Association of New Zealand (RIANZ), da Nova Zelândia, em 8 de outubro de 2012. Depois de oito semanas entre os dez primeiros, deslocou-se para o número dois. Já na australiana ARIA Charts, debutou na 8.ª ocupação, movendo-se o pico de número seis em 4 de novembro de 2012. Recebeu seis certificados de platina pela Australian Recording Industry Association (ARIA), ao exceder 420 mil réplicas vendidas, e como platina dupla pela RIANZ devido às vendas de 30 mil exemplares. O único país asiático no qual "Diamonds" entrou na parada oficial foi o Japão, onde teve a 24.ª como melhor colocação na Japan Hot 100.
No Reino Unido, "Diamonds" estreou no comando do UK Singles Chart com mais de 105 mil cópias vendidas em sua primeira semana. Isso deu a Rihanna seu sétimo single em primeiro lugar no país — sendo que desde 2007 ela esteve por pelo menos uma vez a cada ano nessa posição; além disso, foi seu trigésimo sétimo top 75 na tabela. Nove semanas depois, como resultado da apresentação da artista no The X Factor, em 25 de novembro, a canção voltou a figurar no top três. Enquanto isso, na UK R&B Chart, também alcançou o ápice e lá permaneceu por três atualizações consecutivas. Até março de 2014, mais de um milhão de cópias da composição já haviam sido comercializadas em terras britânicas, convertendo-se no quarto tema de Rihanna a obter esse feito. Com isso, ela se tornou o segundo músico a ter quatro milhões de singles vendidos no Reino Unido — atrás apenas dos Beatles, que até então tinham seis —, e é a 30.ª canção mais adquirida de todos os tempos por uma mulher no país. Ao redor da Europa, debutou diretamente no cume da parada francesa, sendo a quarta música de Rihanna a alcançar o posto, e lá permaneceu por três semanas consecutivas. Durante dez edições seguidas, esteve no topo da listagem oficial da Alemanha, superando "Umbrella" (2007) como a música de maior duração da barbadense nesta ocupação. Mais tarde, foi condecorado com cinco certificados de ouro pela Bundesverband Musikindustrie (BVMI), reconhecendo 750 mil compras. Na Noruega, foi o primeiro lugar por onze semanas, na República Tcheca por oito, na Dinamarca por seis, na Suíça por cinco, na Áustria por quatro e na Finlândia por três.
| País — Tabela musical (2012)           | Melhor posição |
| -------------------------------------- | -------------- |
| Alemanha (GfK Entertainment Charts)    | 1              |
| Austrália (ARIA Charts)                | 6              |
| Áustria (Ö3 Austria Top 40)            | 1              |
| Bélgica (Ultratop 50 de Flandres)      | 3              |
| Bélgica (Ultratop 40 de Valônia)       | 3              |
| Brasil (Hot 100 Airplay)               | 1              |
| Brasil (Hot Pop Songs)                 | 1              |
| Búlgaria (BAMP)                        | 1              |
| Canadá (Canadian Hot 100)              | 1              |
| Coreia do Sul (Gaon Music Chart)       | 3              |
| Dianamrca (Tracklisten)                | 1              |
| Escócia (OCC)                          | 1              |
| Eslováquia (IFPI Slovenská Republika)  | 1              |
| Eslovênia (SloTop50)                   | 30             |
| Espanha (PROMUSICAE)                   | 2              |
| Estados Unidos (Adult Contemporary)    | 27             |
| Estados Unidos (Adult Top 40)          | 14             |
| Estados Unidos (Billboard 100)         | 1              |
| Estados Unidos (Dance Club Songs)      | 1              |
| Estados Unidos (Hot R&B/Hip-Hop Songs) | 1              |
| Estados Unidos (Mainstream Top 40)     | 2              |
| Estados Unidos (Rhythmic Songs)        | 1              |
| Europa (Euro Digital Songs)            | 1              |
| Finlândia (IFPI Finlândia)             | 1              |
| França (SNEP)                          | 1              |
| Grécia (IFPI Grécia)                   | 1              |
| Hungria (Rádiós Top 40)                | 7              |
| Hungria (Single Top 40)                | 9              |
| Irlanda (IRMA)                         | 2              |
| Israel (Media Forest)                  | 1              |
| Itália (FIMI)                          | 3              |
| Japão (Japan Hot 100)                  | 24             |
| Líbano (Lebanese Top 20)               | 2              |
| Luxemburgo (Luxembourg Digital Songs)  | 1              |
| México (Mexico Airplay)                | 2              |
| México (Mexico Inglés Airplay)         | 1              |
| México (Monitor Latino)                | 6              |
| Nova Zelândia (Recorded Music NZ)      | 2              |
| Noruega (VG-lista)                     | 1              |
| Países Baixos (Dutch Top 40)           | 3              |
| Países Baixos (Single Top 100)         | 3              |
| Portugal (AFP)                         | 1              |
| Reino Unido (UK Singles Chart)         | 1              |
| Reino Unido (UK R&B Chart)             | 1              |
| República Checa (IFPI Česká Republika) | 1              |
| Rússia (Tophit)                        | 1              |
| Suécia (Sverigetopplistan)             | 2              |
| Suíça (Schweizer Hitparade)            | 1              |
| Venezuela (Record Report)              | 3              |

| País — Tabela musical (2010—19)        | Posição |
| -------------------------------------- | ------- |
| Austrália (ARIA Charts)                | 72      |
| Estados Unidos (Hot R&B/Hip-Hop Songs) | 28      |
| Reino Unido (UK Singles Chart)         | 98      |

| País — Tabela musical (2012)        | Posição |
| ----------------------------------- | ------- |
| Alemanha (GfK Entertainment Charts) | 7       |
| Austrália (ARIA Charts)             | 32      |
| Áustria (Ö3 Austria Top 40)         | 19      |
| Bélgica (Ultratop 50 de Flandres)   | 31      |
| Bélgica (Ultratop 40 de Valônia)    | 26      |
| Canadá (Canadian Hot 100)           | 69      |
| Dinamarca (Tracklisten)             | 9       |
| Espanha (PROMUSICAE)                | 31      |
| Estados Unidos (Billboard Hot 100)  | 94      |
| Finlândia (IFPI Finlândia)          | 13      |
| França (SNEP)                       | 10      |
| Hungria (MAHASZ)                    | 59      |
| Irlanda (IRMA)                      | 14      |
| Itália (FIMI)                       | 20      |
| Israel (Media Forest)               | 31      |
| Nova Zelândia (Recorded Music NZ)   | 23      |
| Países Baixos (Dutch Top 40)        | 35      |
| Países Baixos (Single Top 100)      | 20      |
| Polônia (ZPAV)                      | 16      |
| Reino Unido (UK Singles Chart)      | 11      |
| Rússia (TopHit)                     | 144     |
| Suécia (Sverigetopplistan)          | 30      |
| Suíça (Schweizer Hitparade)         | 17      |

| Região | Certificação | Vendas      |
| --- | ------------ | ----------- |
| Alemanha (BVMI) | 5× Ouro      | 750 000^    |
| Austrália (ARIA | 6× Platina   | 630 000‡    |
| Áustria (IFPI Áustria) | Ouro         | 15 000*     |
| Bélgica (BEA) | Platina      | 30 000*     |
| Brasil (Pro-Música Brasil) | 6× Diamante  | 1 500 000‡  |
| Canadá (Music Canada) | Ouro         | 40 000*     |
| Dinamarca (IFPI Dinamarca) | Platina      | 30 000^     |
| Espanha (PROMUSICAE) | Ouro         | 20 000^     |
| Estados Unidos (RIAA) | 10× Platina  | 10 000 000‡ |
| Finlândia (Musiikkituottajat) | Platina      | 25 369^     |
| Itália (FIMI) | 4× Platina   | 120 000‡    |
| Nova Zelândia (RIANZ) | 2× Platina   | 30 000*     |
| Polônia (ZPAV) | Diamante     | 250 000‡    |
| Reino Unido (BPI) | 3× Platina   | 1 800 000‡  |
| Suécia (GLF) | 6× Platina   | 240 000^    |
| Suíça (IFPI Suíça) | 4× Platina   | 120 000^    |
| Venezuela (APFV) | 3× Platina   | 30 000*     |
| Streaming |              |             |
| Dinamarca (IFPI Dinamarca) | Platina      | 7 200 000†  |
| Grécia (IFPI Grécia) | Ouro         | 1 000 000†  |
| ^distribuições baseadas apenas na certificação *números de vendas baseados somente na certificação ‡ vendas+valores de streaming baseados somente na certificação |              |             |

## Histórico de lançamento
| País           | Data                   | Formato           | Versão                                 | Gravadora | Ref.    |
| -------------- | ---------------------- | ----------------- | -------------------------------------- | --------- | ------- |
| Itália         | 26 de setembro 2012    | Rádios airplay    | Original                               | Universal | [ 255 ] |
| Estados Unidos | 26 de setembro 2012    | Rádios airplay    | Original                               | Def Jam   | [ 256 ] |
| Canadá         | 27 de setembro de 2012 | Download digital  | Original                               | Def Jam   | [ 257 ] |
| Estados Unidos | 27 de setembro de 2012 | Download digital  | Original                               | Def Jam   | [ 15 ]  |
| Alemanha       | 28 de setembro de 2012 | Download digital  | Original                               | Def Jam   | [ 141 ] |
| Reino Unido    | 28 de setembro de 2012 | Download digital  | Original                               | Def Jam   | [ 9 ]   |
| Estados Unidos | 2 de outubro de 2012   | Rádios mainstream | Original                               | Def Jam   | [ 10 ]  |
| Estados Unidos | 2 de outubro de 2012   | Rádios rhythmic   | Original                               | Def Jam   | [ 258 ] |
| Alemanha       | 5 de novembro de 2012  | CD                | 2-faixas                               | Def Jam   | [ 11 ]  |
| Vários         | 16 de novembro de 2012 | Download digital  | Remix com a participação de Kanye West | Def Jam   | [ 142 ] |
| Vários         | 18 de dezembro de 2012 | Download digital  | Remixes                                | Def Jam   | [ 12 ]  |